# Sultans of Swing
Sultans of Swing és una cançó de la banda de rock britànica Dire Straits inclosa en el seu àlbum homònim de debut, escrita per Mark Knopfler. Va ser el primer senzill del grup, i es va publicar el maig del 1978. Va ser una de les cinc cançons d'una cinta de demostració que van usar per aconseguir el seu contracte discogràfic. La cinta es va reproduir a la ràdio de Londres i ràpidament va començar una guerra d'ofertes per la banda. Va arribar al número 4 dels Billboard Hot 100 dels Estats Units, i al número 11 dels UK Singles Charts del Regne Unit. El 2019 va rebre la certificació de disc de platí per la BPI que acrediten 600 mil còpies venudes.
A la cara B es va publicar Eastbound Train, una cançó en viu que només apareix en l'àlbum Live at the Hope & Anchor Front Row Festival.

## Història
La cançó tracta sobre uns nois que van a un club després de la feina, escolten música i es diverteixen. Són allà per la música, i no per la banda que toca. Mark Knopfler va tenir la idea d'aquesta cançó en veure tocar a una pèssima banda de club. Segons explica, estava a Ipswich una nit plujosa. Es va ficar en un pub gairebé buit de Deptford, al sud de Londres, on una banda mediocre estava tancant amb una audiència que potser eren quatre o cinc borratxos sense adonar-se del seu entorn. La malaurada banda va acabar el seu repertori amb el cantant principal anunciant-se, sense aparent ironia; "Bona nit i gràcies. Som els sultans del swing". Knopfler va comentar: "Quan els nois van dir 'Moltes gràcies, Som els sultans del swing', hi va haver alguna cosa realment graciosa per a mi, perquè precisaments els sultans, no ho eren pas.".
Poc després que Dire Straits es formés el 1977, van gravar una cinta de demostració de cinc cançons a Pathway Studios, incloent "Sultans of Swing". Van portar la cinta a l'influent DJ Charlie Gillett, que tenia un programa de ràdio de la BBC Ràdio London, Honky Tonk, esperant el seu consell. A Gillett li va agradar la música i va posar "Sultans of Swing" en la seva programació. Dos mesos després, Dire Straits va signar un contracte d'enregistrament amb Phonogram Records.
Sultans of Swing es va tornar a gravar al febrer de 1978 a Basing Street Studios per a l'àlbum de debut Dire Straits, produït pel germà de Steve Winwood, Muff Winwood. Knopfler va usar la tècnica de guitarra de tocar amb el dit sense pua a la gravació.
Pel que fa a la línia, "La banda tocava doble Dixie quatre vegades". Doble Dixie és un estil popularitzat per Django Reinhradt (i Les Paul en els seus primers anys) on la guitarra va bastant ràpid i també toca el baix, tots alhora. El "Guitar George" i el "Harry" que s'esmenten a les lletres són George Young i Harry Vander, que eren els guitarristes de la banda The Easybeats. George Young és el germà gran d'Angus Young i Harry i George van ajudar a gravar AC / DC. Dire Straits va tocar una versió de gairebé 10 minuts amb molt saxòfon en Live Aid el 1985. Aquesta actuació està disponible en el DVD de Live Aid.
Knopfler ha declarat en alguna ocasió que està fart de la cançó perquè ha hagut de tocar-la milers de vegades.

## Composició

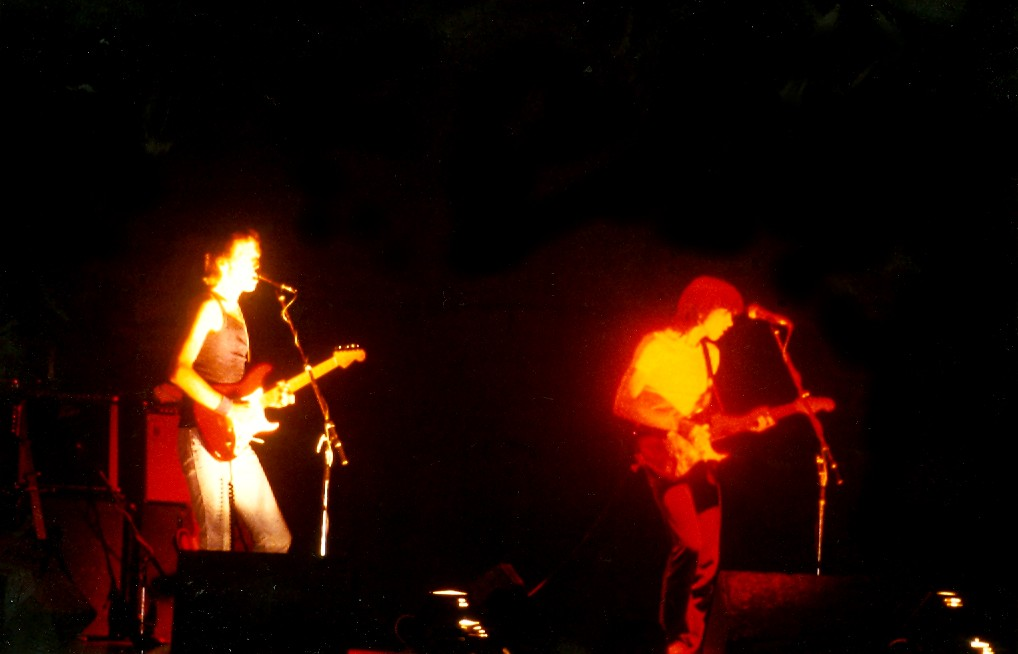
Mark i David Knopfler de Dire Straits el 1979

Sultans of Swing va ser composta per Mark Knopfler en una guitarra de Steel Steel en sintonia oberta. Va creure que la cançó era "apagada" fins que va comprar la seva primer Fender Stratocaster el 1977: "Tot just va cobrar vida tan bon punt la vaig tocar en aquella Strat del 61 ... el nou canvi d'acord acaba de presentar-se i tot va encaixar al seu lloc."
La cançó s'estableix en temps comú, amb un tempo de 149 ritmes per minut. Es troba en la clau de D menor amb el rang vocal de Knopfler que abasta de G2 a D4. Utilitza una progressió d'acords de Dm – C – B ♭ –A per als versos, i F – C – B ♭ per als cors. [6] Els riffs es basen en tríades, sobretot les segones inversions. La cançó empra la cadència andalusa o el tetraacord frigi diatònic. Tots els acords són compatibles amb una escala menor natural D, tret de la tríada A major, que suggereix una escala menor harmònica D. Knopfler va utilitzar tríades similars a "Lady Writer".

## Polèmica
El cantantautor d'Indiana Bill Wilson (1947-1993) va afirmar haver coescrit la cançó. Wilson no va sortir als crèdits de composició en el llançament, però va afirmar haver rebut alguna compensació monetària per la seva aportació. Sovint explicava la història en els seus concerts. En concret en un que va ser gravat per a un CD de 24 pistes que va ser llançat per una companyia de producció que incloia diversos artistes entre 1989-1995. Una de les pistes és de Wilson (identificada només com "B. Wilson") interpretant Sultans Of Swing.
Hi ha un asterisc després del seu nom i en el CD consta en un show en viu realitzat a The Warehouse a Indianapolis, Indiana. Abans que Wilson toqui la cançó, diu el següent: " Fa aproximadament 12 anys que vaig escriure la lletra i un amic meu solia treballar moltes sessions per al meu antic productor, Bob Johnston, i va treballar una sessió amb aquest tipus d'Anglaterra anomenat Mark Knopfler. Té el seu propi grup allà anomenat Dire Straits. Tenia aquesta petita melodia. Sonava com Walk, Do not Run. I tenia aquesta petita història sobre una banda que ningú volia escoltar. Així que ens vam reunir una nit després de la sessió i vam escriure aquestes lletres en un tovalló i crec que vaig acabar escrivint més de la lletra de la cançó. Vaig fer prou diners per comprar un nou Blazer aquell any, així que ... no va ser tan dolent. És així ... " Després comença a tocar una guitarra acústica, tocant l'estil espanyol i cantant Sultans. Les lletres són bastant semblants a les que Mark Knopfler va gravar, però són lleugerament diferents. El 2009, es va publicar a YouTube.
És poc probable que la història de Wilson sigui certa. Knopfler no ha fet mai esment d'ell, i Wilson no apareix a cap crèdit per cap contribució a la cançó. A més, la línia de temps no coincideix: Mark Knopfler no va anar als Estats Units fins després del llançament de l'àlbum. El treball de sessió que va fer a Memphis va ser a finals dels 80 i principis dels 90, quan estava en un descans de Dire Straits.